# Toplina taljenja
Toplina taljenja ili standardna entalpija taljenja (ΔHfus) količina je toplinske energije koja je potrebna jednom molu krutine za prelazak u tekućinu, odnosno količina toplinske energije koju ista količina tekućine oslobodi prilikom prelaska u kruto agregatno stanje.
Temperatura pri kojoj tvar mijenja agregatno stanje zove se talište ili krutište, ovisno o tome promatra li se tvar koja se tali ili skrućuje.